# باشگاه فوتبال شونان بلمار
باشگاه فوتبال شونان بلمار (انگلیسی: Shonan Bellmare) یک باشگاه فوتبال از ژاپن است که در شهر هیراتسوکا، کاناگاوا استان کاناگاوا قرار دارد. این تیم سابقه قهرمانی در جام برندگان جام آسیا ۹۶-۱۹۹۵ را دارد.

## عملکرد در مسابقات AFC
- جام برندگان جام آسیا

۹۶–۱۹۹۵: قهرمان